# Станция Сушкинская
Станция Сушкинская — посёлок в Одинцовском районе Московской области, в составе сельского поселения Часцовское. Население 5 человек на 2006 год, в посёлке числится 1 садовое товарищество. До 2006 года посёлок входил в состав Часцовского сельского округа.
Пристанционный посёлок при железнодорожной платформе Сушкинская, Смоленского направления МЖД, расположен с западной стороны платформы, в 6 километрах западнее Голицыно, высота центра над уровнем моря 196 м. Лежит на водоразделе рек Нахавни и Бутыньки, название происходит от фамилии владельца имения в Брехово Н. И. Сушкина, которому принадлежали эти земли.

## Население
| 2002 | 2006 | 2010 |
| ---- | ---- | ---- |
| 5    | →5   | ↘0   |